# 第三次大甲土城戰役
第三次大甲土城戰役，戴潮春事件系列戰役之一，發生臺灣清領時期同治二年（1863年）農曆正月十三日至十八日（或載正月廿一日），由反政府紅軍首領林日成發動第三次攻佔大甲土城的軍事行動，林日成在戰役初期佔上風，但後於鐵砧山下村落（今臺中市大甲區）遭到炮擊，林日成負傷，後撤軍四塊厝，此役以官民軍獲勝告終。

## 背景
同治元年（1862年）春，以戴潮春為首的天地會眾於彰化縣大墩（今舊臺中市市區）起事之後，獲得不少台灣中部地區地主與股首響應，天地會自稱「紅英兄弟」，故反政府軍以「紅旗」為幟；清廷官軍為鎮壓叛亂，與台灣北中南各路鄉紳的民團合作（如竹塹城、鹿港、土庫以及嘉義城），以「白旗」分庭抗禮。雙方陸陸續續鏖戰多回，至同治元年（1862年）結束前，紅軍勢力北至彰化縣（不含鹿港聯庄）、東至臺中盆地東緣（東勢角、葫蘆墩與阿罩霧皆屬官民軍）、南至嘉義縣斗六門。

## 前哨戰
清領時期同治朝，淡水廳與彰化縣以大甲溪為分界，大甲土城座落大甲溪以北，大甲堪稱淡水廳戰事前線。《東瀛紀事》作者林豪曾評論，大甲與嘉義均為清廷南北之扼要；天地會丞相莊天賜亦曾建議戴潮春與林日成：「先取大甲，次陷嘉義，二城既得，然後長驅犯郡城。」足見大甲戰略地位對雙方皆極為重要。

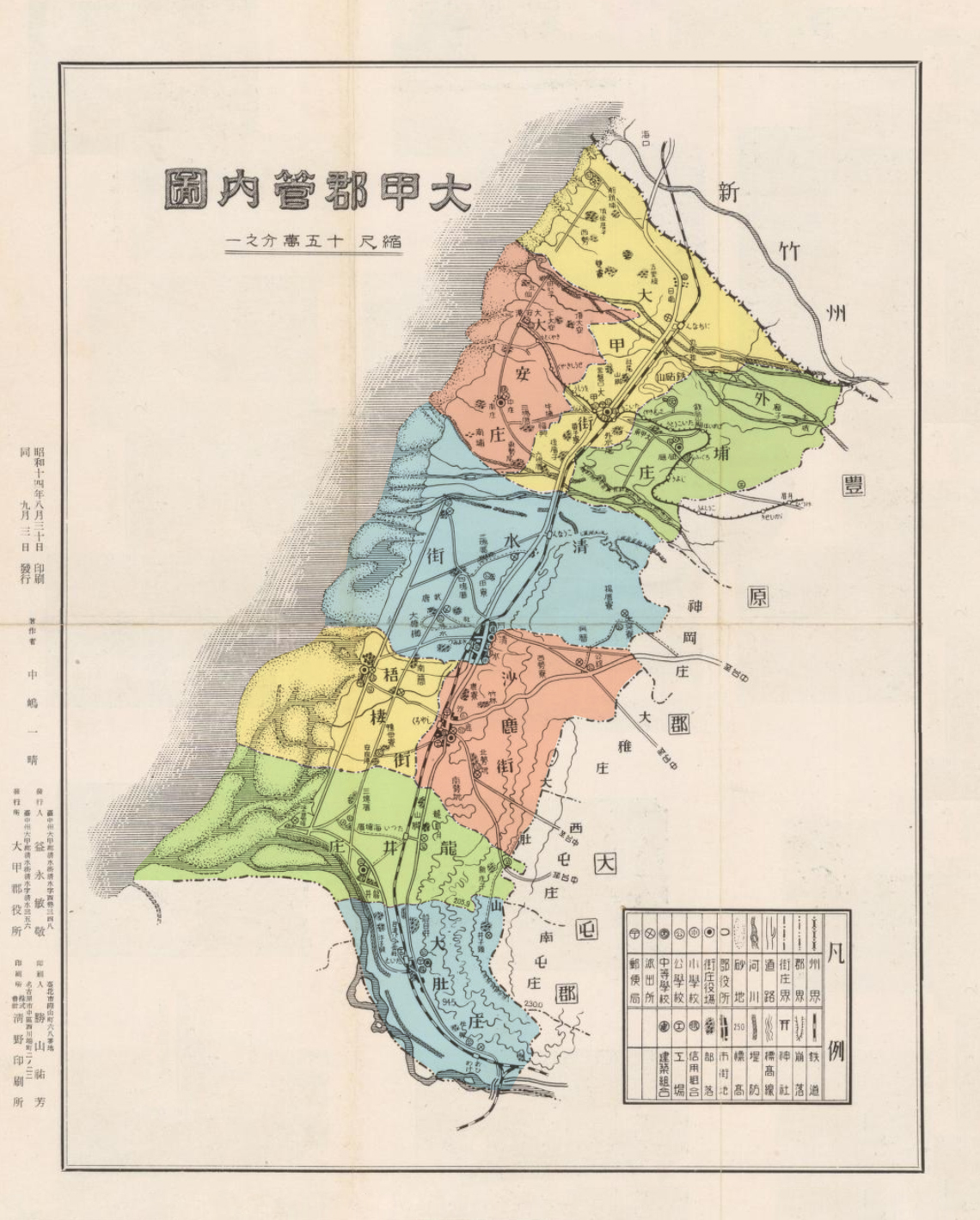
日治時期的大甲郡內圖，約略標示此次戰役牽涉村莊所在位置。

同治元年（1862年）秋，天地會戴潮春在斗六門戰役中擊潰官軍，九月十七日成功佔領斗六門，但後在圍攻嘉義縣城時出現對峙的僵局，適逢十一月初十日，莊泠率領南埔十八庄豎紅旗起事，包圍大甲土城，莊天賜便建議戴潮春應趁機北上助陣，一舉奪下大甲城。
十二月初十日，戴潮春自四張犁率軍進發大甲，卻面臨翁仔社羅冠英、廖廷鳳高舉白旗夾擊，戴潮春損失慘重，又接獲清廷遣派署福建水師提督吳鴻源率領 3000 兵勇抵達台灣府城的消息，戰意闌珊，十二月十四日即撤軍，結束第二次大甲土城戰役。
戴潮春失利之後，同為反政府軍首領之一的林日成仍有感大甲之戰略地位重要，決議於同治二年（1863年）正月間召集精銳，發動第三次大甲土城戰役。

## 過程
同治二年（1863年）正月間，林日成集結部眾，預備進攻大甲土城；正月初八日，原駐在大甲城的淡水撫民同知鄭元事先接獲通報，乘夜北遁竹塹（淡水廳治所在）。正月十三日，林日成率兵團襲來，候補同知王楨率領民間團練林盛、陳瓶至磁磘庄迎戰，林日成先佔據大路，燒毀民居，成功攻下磁磘庄，王楨被蔡俊所救，得以僥倖逃脫、差點淪為俘虜。據稱林日成攻下磁磘庄後，身披黃馬褂、撐黃羅蓋傘，監督部下填平流向大甲城的水道，並將大甲城四面包圍。
林日成與大甲城內的王發豆聯繫，密約以燒屋為訊號，通知水師寮（今臺中市龍井區的龍泉里、龍岡里:115）民練首領何守，共擊大甲城，但正月十四日間，王發豆、簽新嫂挾帶火藥，潛入中庄的路途中，被南庄頭人陳此捕獲，密約之事乃洩，陳此將二人雙雙殺之。
又根據蔡青筠《戴案紀略》、吳德功《戴施兩案紀略》敘述，水師寮何守雖與林日成有合作關係，但何守與大甲同樣關係密切，當時大甲城被圍，何守甚至有與大甲互有軍事救援約定，兩廂權宜之下，何守縛箭書射入城內，表達他暫時不會行動、安撫大甲城民的意思。

鐵砧山國姓廟，紀念延平郡王鄭成功在此插劍湧泉的傳說。

正月十八日（或載正月廿一日），林日成率軍登上鐵砧山，此地有國姓爺鄭成功在此屯軍的傳說，相傳當時軍兵缺水，鄭成功乃拔起配劍插在山上，插劍處湧出甘泉成一口水井，當地俗稱國姓井，林日成欽慕鄭成功風采，亦對井誠心拜祝，祭祀結束之後，林日成率軍進攻鐵砧山山腳下的村莊，卻遭到兵勇強力抵抗，林日成被火炮擊中，兩齒斷裂，同時其他股首在在附近水田溝渠受困，出師不利，水師寮何守見林日成敗狀已顯，乘勢收兵。林日成負傷之餘，亦只得無奈撤退，乘夜循鰲頭山（即清水區的鰲峰山）逃回老巢四塊厝休養期間，並將彰化縣城託付予江有仁，官民軍亦得以持續固守大甲土城。

## 其他
- 林豪在《東瀛紀事》一書中，論述大甲的戰略地位絲毫不遜嘉義縣城，但列出「五難」，說明大甲城恪守條件遠比嘉義城更為嚴峻：「其一，大甲城低狹而簡陋，不若嘉義城堅固。其二，大甲人口數量稀少，而且常與紅軍互通消息。其三，大甲土城中富民甚少，經費不足，不若嘉義縣城尚能抽取市厘支應軍餉。其四，嘉義城中水井繁多，不匱於乏，大甲多仰賴溪水為炊，水源一斷，民心浮動。其五，嘉義與大甲兵員編制落差，嘉義駐軍規模達千人，大甲汛則不過百餘，而且兵勇多為臨時聘僱，難以寄望。」林豪總結官軍最終能固守大甲有成，功歸大甲、翁仔社的民兵，經費仰賴竹塹鄉紳支持，自竹塹越境南調助陣的官兵亦有一功。

- 時任大甲城守備鄭榮，為時任淡水同知鄭元杰之弟，後因功累升至安平水師協左營鹿港汛的游擊官[10]:428-429，直到光緒朝與時任彰化知縣李嘉棠不睦，在施九緞起事前退職。[3]